# Kalinovik
Kalinovik (cyr. Калиновик) – miasto w Bośni i Hercegowinie, w Republice Serbskiej, siedziba gminy Kalinovik. W 2013 roku liczyło 1015 mieszkańców.
Jest położony na płaskowyżu na wysokości 1080 m n.p.m., pomiędzy Leliją a Treskavicą, 70 km na południe od Sarajewa. Biegnie przez niego droga z Sarajewa do Nevesinja.